# 組立家具

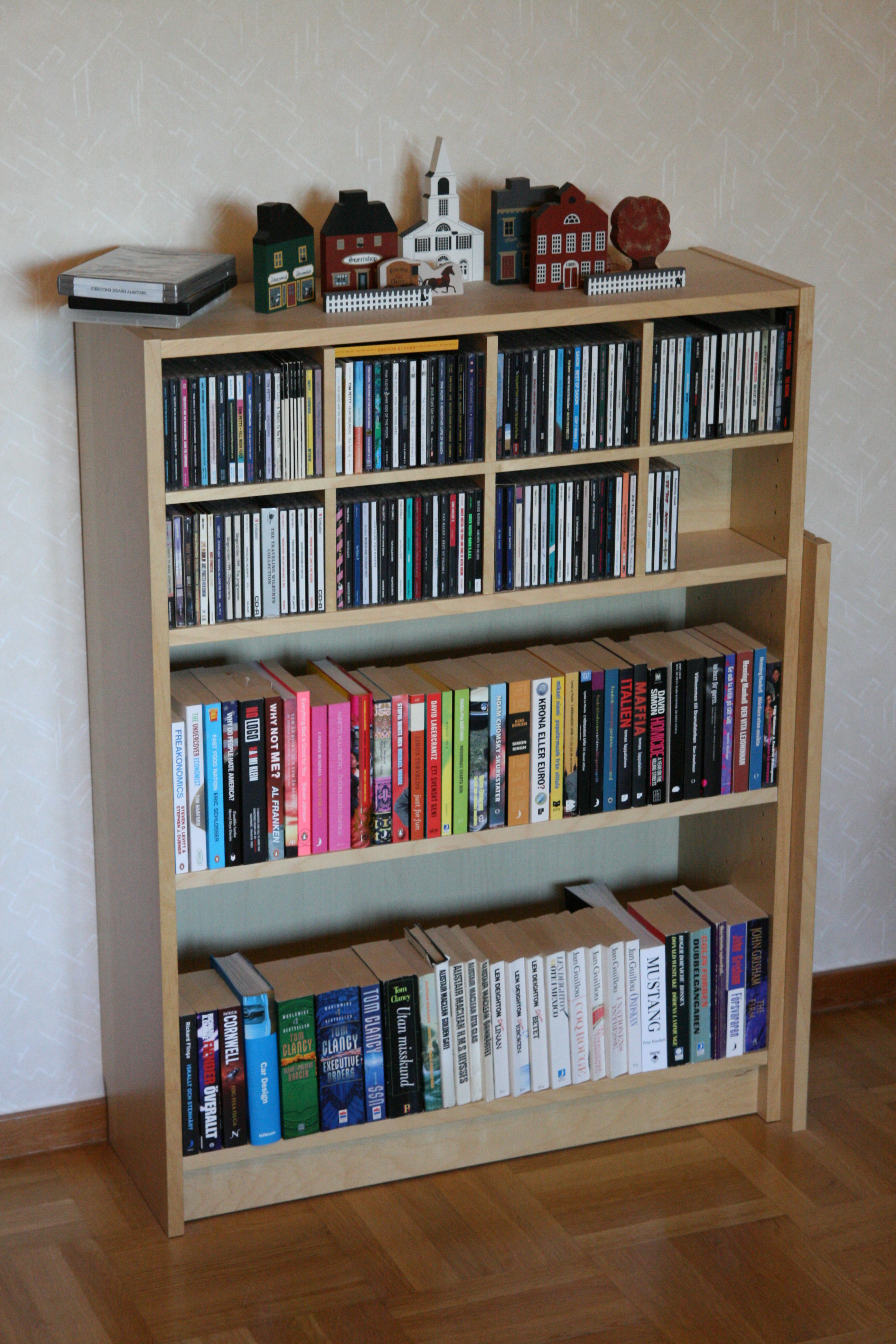
IKEA が販売する組立家具、右側に予備の棚がある。

組立家具（くみたてかぐ、英語:Ready-to-assemble furniture あるいは knock-down furniture）とは、購入者による組み立てが必要な家具である。
段ボールに分解された家具の部品と説明書が収納された状態で販売されており、特殊な技能がない消費者でもドライバーなどの一般的な道具だけで組み立てられる。そして完成品の家具と比べて配送コストが軽減できるため、安価で売買される。また何だかの理由で組み立てられない消費者でも組立作業の代行サービスなどに依頼することで、組立家具を利用できる。

## 歴史
組立家具を世界的に有名したのはスカンジナビア諸国(≒北欧)のイングヴァル・カンプラードが創業したIKEAである。またIKEAの特徴の一つである「フラットパック（分解された商品は、できるかぎり薄く小さい梱包をされており、車のトランクに積んで簡単に持ち帰ることができる）」は、1963年から国外にも積極的に進出した背景もあり、『組立家具はIKEAが発明した』という誤解もある。
しかし組立家具の歴史は長く、アメリカ合衆国ではニューアメリカンシクロピア（百科事典）が1859年に組立家具を「アメリカの発明」として記載し、簡単に輸送できることを強調した。また1877年7月1日に特許が出願されている。
日本国内においては1970年に株式会社クロシオがカラーボックスを販売し、売り上げを伸ばした。

## カラーボックス
カラーボックスとは日本国内のみで通用する収納家具の名称である。株式会社クロシオが開発・販売した組立家具であり、商品名であった。
2020年の段階では、ニトリやコーナン、DCMホールディングスグループ企業などの家具小売業者やホームセンター、アイリスオーヤマなどの家具等製造業などもそれぞれ販売している。
明確な定義は存在しないが『安価な合板で組み立ての必要な、高さ90cm×幅40cm×奥行き30cmの2段から4段の収納家具』を指すことが多い。もちろん、ほかの大きさの収納家具がカラーボックスとして売られているが、あまり逸脱した大きさのものはラック・棚と表記される。
カラーボックスの由来は、当時の株式会社クロシオ会長がプラスチック製品で目にするオレンジやグリーンなどカラフルな色を家具でも再現できるのではと発案。大手紙メーカーの協力で色紙を貼ったカラフルな合板で三段の棚を作成したことがきっかけである。